# 33 Vulpeculae
33 Vulpeculae, som är stjärnans Flamsteed-beteckning, är en ensam stjärna belägen i den södra delen av stjärnbilden Räven. Den har en skenbar magnitud på ca 5,31 och är svagt synlig för blotta ögat där ljusföroreningar ej förekommer. Baserat på parallax enligt Gaia Data Release 2 på ca 6,5 mas, beräknas den befinna sig på ett avstånd på ca 500 ljusår (ca 153 parsek) från solen. Den rör sig närmare solen med en heliocentrisk radialhastighet av ca -25 km/s. Stjärnan används som spektral standard för stjärnor i dess speciella klass.

## Egenskaper
Primärstjärnan 33 Vulpeculae är en orange till röd jättestjärna av spektralklass K3.5 III, som förbrukat förrådet av väte i dess kärna och utvecklats bort från huvudserien. Den har en radie som är ca 35 solradier och utsänder ca 334 gånger mera energi än solen från dess fotosfär vid en effektiv temperatur på ca 4 100 K.